# Ryosuke Nemoto
Ryosuke Nemoto (根本 亮助 Nemoto Ryosuke?, nacido el 24 de agosto de 1980 en Yamagata) es un exfutbolista japonés. Jugaba de delantero y su último club fue el Montedio Yamagata de Japón.

## Trayectoria

### Clubes
| Club              | País  | Año         |
| ----------------- | ----- | ----------- |
| Montedio Yamagata | Japón | 1999 - 2008 |